# Manifestations de 2023-2024 en Syrie
 (septembre 2023).
Les manifestations de 2023 en Syrie sont survenues à partir du 17 août 2023 lorsque des manifestations populaires contre le taux d'inflation élevé et la détérioration de la situation économique en Syrie ont éclaté dans la ville à majorité druze de Soueïda, avec des centaines de participants. Celles-ci se sont multipliées et, le 20 août, des milliers de manifestants ont scandé des slogans exigeant la chute du gouvernement Assad. Le 24 août, les manifestations s'étaient étendues au reste du pays, notamment aux villes de Deraa, Lattaquié, Tartous, Deir ez-Zor, Hassaké et Homs,,. Le 25 août, les manifestations ont continué à s'étendre à Alep et à Damas, la capitale.

## Contexte

Carte des zones de réconciliation dans le gouvernorat de Deraa, de juillet 2018 à fin février 2020.

Deraa a été l'un des principaux points de départ de la révolution syrienne en 2011 et était en grande partie sous le contrôle de l'Armée syrienne libre, pro-opposition, à partir de 2012. À la suite de l'offensive de 2018 qui a placé Deraa et Qouneitra sous le contrôle de l'Armée arabe syrienne (AAS), de nombreux rebelles des forces présentes dans la région ont signé des accords de réconciliation négociés par la Russie, dans lesquels elles ont déposé les armes contre l'armée syrienne. Les rebelles ont également remis leurs armes lourdes. La plupart des rebelles sont restés sur place et ont continué à contrôler diverses zones de la province, ainsi que le sous-district d'Al-Balad de la ville de Deraa. Cependant, les tensions persistaient entre le gouvernement et les rebelles "réconciliés". Les conditions dans la province étaient mauvaises. La plupart des habitants de Deraa vivent en dessous du seuil de pauvreté. La mauvaise situation financière a conduit à un chômage élevé, en particulier parmi les jeunes. Le ralentissement économique et le manque de sécurité ont donné naissance à la criminalité et à la justice tribale, alimentant ainsi le chaos sécuritaire. En outre, la conscription forcée et les arrestations ont alimenté la colère contre le gouvernement syrien. L'offensive de Deraa en 2021 a vu une reprise des combats militaires entre les habitants armés locaux et l'AAS, conduisant finalement à une trêve et à un contrôle gouvernemental fragile, mais les troubles se sont poursuivis depuis.
Soueïda, en revanche, avait été relativement pacifique pendant la période de guerre civile. Selon un analyste en 2018,

« La majorité des habitants de Soueïda sont des druzes, un groupe religieux ésotérique qui compte environ un million de fidèles dans le monde. Certains habitants sont fidèles à Damas [le siège du gouvernement], d'autres sympathisent avec la révolution syrienne et une troisième catégorie est neutre ou évite la politique, mais tous sont unis dans leur opposition à l'autorisation de la guerre dans leur province. »

Cependant, des vagues de protestations antigouvernementales ont eu lieu dans la région en 2014 et 2015. En 2015, des manifestations antigouvernementales à grande échelle ont eu lieu dans toute la région lorsque le chef religieux druze Wahid al-Balous a été tué par une bombe au carburateur. Les forces pro-Assad ont été largement imputées à l'assassinat. D'autres manifestations ont éclaté en 2020 et en 2022, dont des manifestations violentes fin 2022.
En 2023, l'économie syrienne était en mauvais état, exacerbée par l'hyperinflation, la corruption, la hausse du taux de criminalité dans les zones contrôlées par le gouvernement et les sanctions internationales. Le coût de la vie était devenu intenable pour de nombreux ménages cet été. La monnaie syrienne a atteint un niveau sans précédent de 15 000 livres syriennes pour un dollar américain le 15 août, contre 7 000 au début de l'année. Les Nations unies ont rapporté que 90% de la population du pays vit dans la pauvreté et que plus de la moitié souffre d'insécurité alimentaire,.
Le gouvernement a doublé les salaires du secteur public en août (à 85 940 livres syriennes, soit 21,76 dollars au taux de change officiel ou 12,40 dollars au taux du marché), mais a augmenté les prix du carburant (à 8 000 livres syriennes, soit 0,53 dollar contre 3 000 livres), et celui du mazout (de 700 livres à 2 000 livres par litre) et avait réduit les subventions pour les produits de première nécessité, comme le chauffage et le combustible de cuisine. La décision a conduit à une augmentation rapide de l'inflation, réduisant encore davantage la capacité d'achat des civils et détériorant la force économique.

## Prélude
Le 28 juillet 2022, dans la province de Soueïda, au sud du pays, où le pouvoir du gouvernement syrien aurait moins de contrôle militaire et administratif que dans les autres régions tenues par l'État, des affrontements armés ont eu lieu entre des habitants et des combattants soutenus par le régime, durant 15 heures, faisant au moins 17 morts, des dizaines de blessés et d'immenses dommages matériels. Les habitants auraient pris les armes à la suite de la détention d'un résident par les combattants soutenus par le gouvernement, pratique que ces combattants exerçaient arbitrairement régulièrement, ainsi que des enlèvements à rançon et des barrages routiers. Les habitants ont alors, à leur tour,  procédé à la mise en place de barrages routiers et à la détention de combattants, entrainant à des combats violents,.

## Mouvement du 10 août et grève générale des Druzes
Des manifestations dispersées ont eu lieu dans la région côtière, traditionnellement plus fidèle au gouvernement, jusqu'à l'été 2023.
En août, le mouvement du 10 août, un mouvement de protestation pansyrien, a été lancé dans la région côtière, distribuant des milliers de morceaux de papier appelant à mettre fin à la mauvaise gestion économique et fixant des délais pour les augmentations de salaires et la réduction des prix. Des tracts ont été distribués à Banias, Jablé, Tartous et Lattaquié (tous des endroits avec d'importantes populations alaouites), et le mouvement a condamné la violence et le sectarisme. De nombreux dirigeants du mouvement du 10 août sont des dissidents alaouites affiliés à l'opposition syrienne. Les objectifs déclarés du mouvement incluent le travail clandestin pour activer "la conscience politique parmi le peuple syrien" afin d'obtenir "la masse critique de soutien" nécessaire pour renverser le gouvernement baasiste, en courtisant des éléments de l'armée et de la police secrète.
Dans le même temps, une déclaration a été publiée par les "Officiers alaouites libres", qui ont déclaré s'exprimer depuis "le cœur de la côte syrienne" et plus particulièrement depuis al-Kurdaha, la ville natale du président al-Assad. Des manifestations ont eu lieu le mercredi 16 août contre la détérioration des conditions de vie,. Les chauffeurs de taxi et de bus à Damas ont organisé deux jours d'arrêts partiels les 16 et 17 août.
Une grève générale a été déclarée à Soueïda le jeudi 17 août. Prenant pour cible le quartier général de la police et le bureau du gouverneur, des centaines de manifestants ont scandé des slogans anti-gouvernementaux, tels que "Vive la Syrie et à bas Bachar el-Assad!"
Dans la province de Deraa, certains villages ont participé aux grèves, les manifestants brandissant le drapeau de la révolution syrienne et scandant : "Bachar… Partez! Nous voulons vivre!".
Le vendredi 18 août, des manifestations ont eu lieu dans tout le sud de la Syrie après la prière du vendredi. Dans de nombreux endroits, les manifestations ont pris la forme de brandir et de photographier des bouts de papier portant des slogans antigouvernementaux devant des lieux emblématiques. Les manifestations se sont poursuivies dans la province de Deraa le samedi 19 août. Les manifestants devant la mosquée des Omeyyades dans la ville de Deraa ont brandi les drapeaux révolutionnaires syriens.
Cheikh Hikmat al-Hajri, le chef spirituel des druzes, a publié le 19 août une déclaration exprimant son inquiétude face à la situation économique et appelant à des mesures pour parvenir au changement et à la justice.
Le dimanche 20 août, la grève générale s'est intensifiée. Les routes ont été fermées et le ministère de l'Éducation de Soueïda a annoncé le report des examens prévus dans sa branche universitaire de Damas, les médias d'État affirmant que cela était dû aux fermetures de routes.

## Manifestations

### Août
Le 20 août 2023, un grand nombre de manifestants dans le sud de la Syrie ont commencé à protester contre le gouvernement baasiste. Les manifestations ont d'abord éclaté sur la place Karama dans la ville à majorité druze de Soueïda. 42 manifestations ont eu lieu dans tout le gouvernorat de Soueïda et se sont étendues à la province voisine de Deraa, souvent connue comme le "berceau de la révolution syrienne, avec des manifestations dans les villages de Deraa Nawa (en), Al-Sanamayn et Da'el. Les manifestants de Soueïda ont brandi des drapeaux druzes et des drapeaux révolutionnaires syriens. Ils ont également scandé des slogans de la révolution syrienne de 2011, exigeant la chute du gouvernement Assad et l'expulsion de la présence iranienne du pays. Les manifestants ont mené des manifestations de masse, des sit-in et bloqué les routes menant au siège du parti Baas à Soueïda.
Selon certaines informations, les forces gouvernementales auraient tiré sur des manifestants non armés dans les districts de Nawa et Da'el, dans la ville de Deraa, le 20 août. Des informations ont été rapportées le lendemain selon lesquelles des manifestations nocturnes de jeunes près d'un bâtiment de la sécurité militaire à Nawa, au cours desquelles les routes ont été obstruées par des pneus enflammés, ont été suivies d'affrontements entre les combattants locaux et les forces gouvernementales qui ont ensuite bombardé la zone.
Le Conseil démocratique syrien a exprimé son soutien aux manifestations du 21 août.
Le 22 août, une manifestation de jeunes a eu lieu dans la ville de Sayda, à l'est de Deraa, appelant à "renverser le régime".
Les manifestations se sont poursuivies le 23 août. Les manifestants avaient attaqué les bureaux du parti Baas dans le sud de la Syrie et bloqué l'autoroute reliant Soueïda à Damas.
Le nombre de manifestants sur la place al-Karama a augmenté le 24 août, selon les médias d'opposition, avec des slogans tels que "La Syrie aspire à la liberté, Bachar doit se retirer", "Au nom de la liberté syrienne, l'Iran recule", "Le peuple de la Syrie exige la liberté", et "Que la Syrie prospère, à bas Bachar el-Assad". Des banderoles appelaient à l'imposition de la résolution 2254 de l'ONU. Le 25 août, des manifestations à grande échelle s'étaient étendues aux régions d'Idleb, Alep, Azaz, Afrine et Al-Bab.
Dès la deuxième semaine des manifestations, les commentateurs avaient commencé à décrire les vagues de protestations à travers le pays comme un deuxième mouvement révolutionnaire. Les forces de sécurité ont été déployées pour lancer la répression des manifestations à Deraa, Alep, Lattaquié, et dans d'autres villes. En raison de la présence de milices druzes armées, telles que le groupe "Hommes de dignité" et les forces Cheikh al-Karama (en), le gouvernement Assad s'est montré plus hésitant pour lancer des opérations de répression à Soueïda. Cependant, les projets du gouvernement Assad concernant une prochaine répression militaire ont été rapportés par des militants de l'opposition. Des centaines de manifestants à Soueïda ont continué à scander des slogans antigouvernementaux, exigeant le renversement de Bachar el-Assad,.
Le 28 août, des images vidéo ont été diffusées montrant les tirs des forces de sécurité visant à réprimer les manifestations dans la ville de Chahba, dans la région de Soueïda. Le même jour, des centaines de manifestants se sont rassemblés place Karama, scandant des slogans révolutionnaires et exigeant que Bachar el-Assad soit poursuivi devant un tribunal international. Les manifestants ont en outre qualifié le dictateur de "criminel des barils explosifs, du gaz sarin et du captagon". Les manifestations réclamant le départ du gouvernement Assad se sont également poursuivies dans les régions d'Idleb et de Deraa.
Fin août, les forces de sécurité baasistes avaient procédé à une vague d'arrestations et de détentions arbitraires à travers le pays, en particulier dans les régions côtières où le mouvement du 10 août rassemblait des partisans. Un porte-parole du mouvement du 10 août a déclaré : "Le régime sait très bien recourir à la violence contre le peuple. Nous essayons d'atteindre un point dans la société syrienne où nous ne leur donnons plus aucune chance une fois que nous décidons de déclencher une révolution".
Le 29 août 2023, les manifestations et la désobéissance civile se sont poursuivies. La place Al-Karama, dans la ville de Soueïda, a connu sa dixième journée consécutive de protestation. Les villageois de toute la province occidentale de Soueïda se sont rassemblés à Ariqa et les routes provinciales ont été fermées. Dans l'est de Soueïda, les bureaux du parti Baas ont été fermés à Melh. Environ 57 manifestants ont été arrêtés lors de la répression à Deraa. Le siège du parti Baas à Soueïda a été occupé et fermé par les manifestants. Les boycotts massifs des habitants de la ville ont également conduit à la fermeture des institutions gouvernementales. Les manifestations sur la place principale de Soueïda ont continué d'être la proie de slogans antigouvernementaux, tels que : "Démission de Bachar, nous voulons vivre dans la dignité",,.
Les manifestants de Soueïda ont brandi des slogans appelant à la solidarité avec les régions contrôlées par l'opposition à Idleb et dans d'autres régions du nord-ouest de la Syrie. Le parti kurde PYD a également soutenu les manifestations, prônant la mise en place d'un processus de fédéralisation dans les provinces minoritaires. Les manifestants à Deraa ont brandi des slogans "du pain, de la liberté et de la dignité". Le 30 août 2023, des informations concernant la préparation par le gouvernement d'Assad d'une répression à grande échelle pour réprimer les soulèvements dans le sud de la Syrie ont commencé à émerger. Fin août, les manifestations de masse ressemblaient aux soulèvements du Printemps arabe lors du déclenchement de la révolution syrienne en mars 2011.
Le 31 août, des affrontements ont éclaté dans la campagne damascène entre la population locale et les militants de la 4e division blindée de Maher al-Assad, dans la ville de Zakiyah (en), après qu'un civil, qui avait découvert que certains commandants de la division avaient bombardé un magasin utilisé pour conserver les machines de puits d'eau, avait été abattu par des militants pro-Assad. Cela a déclenché de violents affrontements entre les habitants et la 4e division blindée, tuant trois militants de la division et deux habitants. Les activités anti-Assad se sont multipliées à Zakiyah depuis l’éruption des manifestations à travers la Syrie, et le régime d'Assad avait déployé des troupes militaires à Rif Dimachq en août. Plusieurs maisons des soldats de la 4e division blindée ont été incendiées par des habitants en colère,.

### Septembre
Les manifestations se sont poursuivies le vendredi 1er septembre 2023 dans les régions de Soueïda et Deraa. Des manifestations à petite échelle ont également eu lieu à Tartous et dans d’autres régions contrôlées par le gouvernement. Des milliers de manifestants à Soueïda ont scandé des slogans antigouvernementaux exigeant la démission de Bachar el-Assad, ce qui a donné lieu aux plus grands rassemblements anti-régime depuis le printemps arabe de 2011. Les manifestants de Deraa ont brandi les drapeaux révolutionnaires syriens,.
Les activités de protestation dans le sud de la Syrie, en particulier dans la province de Soueïda, se sont intensifiées au cours de la première semaine de septembre, les manifestants prolongeant leurs rassemblements jusque tard dans la nuit et établissant des campements de fortune avec des banderoles bien visibles. Les manifestants ont également défiguré une statue de Hafez el-Assad. De nombreux manifestants dans les territoires de l'opposition et dans les territoires contrôlés par les FDS ont publiquement manifesté leur soutien aux habitants de Soueïda. Les manifestations dans la région de Deraa se sont également poursuivies.
Notant que les sentiments anti-régime sont devenus monnaie courante dans les zones auparavant loyalistes du parti Baas, la directrice du journal Suweyda24, Nour Radwan, a déclaré : "Dans les zones où le régime exerce un contrôle total, les gens nous surveillent toujours. Les gens attendent vraiment de manifester, mais ils ont toujours peur des forces de sécurité".

### 2024
La contestation se poursuit de la fin 2023 à l'année 2024, atteignant son douzième mois en août 2024. Un manifestant a été tué en mars 2024 par les forces du régime. Les manifestants sont victimes d'enlèvements et d'assassinats.
En octobre 2024, alors que la contestation est toujours en cours, les participants sont victimes de la répression du régime. Ils sont privés d'allocations, leurs biens sont saisis et ils perdent leurs emplois.